# Dolocosa dolosa
Espèce
Synonymes
- Lycosa dolosa O. Pickard-Cambridge, 1873

Statut de conservation UICN

 EN B1ab(iii)+2ab(iii) : En danger
Dolocosa dolosa est une espèce d'araignées aranéomorphes de la famille des Lycosidae.

## Distribution
Cette espèce est endémique de l'île de Sainte-Hélène.

## Description
La femelle décrite par Roewer en 1960 mesure 17 mm.
La femelle décrite par Sherwood, Henrard, Logunov et Fowler en 2023 mesure 20,2 mm.

## Systématique et taxinomie
Cette espèce a été décrite sous le protonyme Lycosa dolosa par O. Pickard-Cambridge en 1873. Elle est placée dans le genre Leaena par Roewer en 1955 puis dans le genre Dolocosa par Roewer en 1960.

## Publication originale
- O. Pickard-Cambridge, 1873 : « On the spiders of St Helena. » Proceedings of the Zoological Society of London, vol. 1873, p. 210-227 (texte intégral).